# Schultesia australis
Schultesia australis är en gentianaväxtart som beskrevs av August Heinrich Rudolf Grisebach. Schultesia australis ingår i släktet Schultesia och familjen gentianaväxter. Inga underarter finns listade i Catalogue of Life.